# Mahonri Schwalger

a Compétitions nationales et continentales officielles uniquement.

b Matchs officiels uniquement.
Dernière mise à jour le 29 juin 2014.
Mahonri M. Schwalger, plus connu simplement comme Mo Schwalger, est un joueur de rugby à XV, né le 15 septembre 1978 à Apia (Samoa).
Il est talonneur et mesure 1,80 m pour 106 kg. Il évolue dans NPC et le Super 12, avant de rejoindre l'Europe pour évoluer avec les clubs gallois des Scarlets et anglais des Sale Sharks. Il retourne ensuite en Nouvelle-Zélande, où il joue de nouveau en NPC et en Super Rugby.

## Carrière

### En club
- Hawke's Bay: 1999-2003 (NPC)  Nouvelle-Zélande
- Wellington: 2004-2006(NPC)  Nouvelle-Zélande
- Taranaki: 2010-2011 (NPC)   Nouvelle-Zélande
- Counties Manukau 2012-..(NPC)   Nouvelle-Zélande

En Super 14 ou Super Rugby il évolue avec les franchises :
- 2005 : Highlanders
- 2007 : Hurricanes
- 2011 : Highlanders
- 2012-2014 : Chiefs

Il évolue également en Europe :
- Scarlets
- Sale Sharks

### En sélection nationale
Il a eu sa première cape internationale le 11 novembre 2000, à l’occasion d’un match contre l'équipe du pays de Galles.
Mo Schwalger devient par la suite capitaine de l'équipe des Samoa, notamment à la Coupe du monde 2011.
À la suite de cette coupe du monde il dénonce notamment  l'incompétence et la corruption des équipes dirigeantes, parlant notamment d'un détournement de l'argent que la fédération samoane récupère pour le rugby. Cette prise de position lui vaut d'ailleurs son éviction de l'équipe nationale après 2011.

## Statistiques en sélection nationale
(au 29/6/2014)
- 40 sélections avec les Samoa
- 20 points
- 4 essais
- Participation à la Coupe du monde de rugby 2003 (3 matchs, 0 comme titulaire)
- 2 sélections avec Pacific Islanders

## Palmarès
- Finaliste du National Provincial Championship en 2006 avec Wellington.